# Флоро, Бенито
Бени́то Фло́ро Санс (исп. Benito Floro Sanz; род. 2 июня 1952, Хихон) — испанский футбольный тренер.

## Карьера в футболе
Флоро родился в Хихоне, Астурия. За свою карьеру тренировал «Альбасете», «Реал Мадрид» (выиграв Кубок Испании в первый же сезон), «Спортинг Хихон», «Виссел Кобе», «Монтеррей», «Вильярреал» и «Мальорку». Вывел скромный клуб «Торрент» из Примеры Валенсии в Терсеру. После пятилетнего перерыва год тренировал эквадорскую «Барселону Гуаякиль». С ним он не добился успеха и после отставки отсудил у него около полумиллиона долларов.
5 июля 2013 года Канадская футбольная ассоциация объявила о назначении Флоро главным тренером национальной сборной.

## Личная жизнь
Женат, трое детей (Ампаро, Висенте и Антонио, также футбольный тренер).

## Достижения
Реал Мадрид
- Кубок Испании
- Обладатель: 1992/93
- Суперкубок Испании
- Обладатель: 1993

Вильярреал
- Кубок Интертото
- Обладатель: 2004